# RUMAG
RUMAG was een Nederlands social media merk en YouTube-kanaal. Het merk maakte van 2014 tot 2024 online content die vooral jongeren trekt. De grootste bekendheid werd geworven door het publiceren van slogans, met witte letters op zwarte achtergrond. Op het YouTube-kanaal werden series en incidenteel losstaande video's geplaatst. Onder andere Nienke Plas, René Watzema, Farja Farvardin en Marijn Kuipers waren het gezicht van het jongerenplatform.
Het Instagram-kanaal bereikte in januari 2019 de mijlpaal van meer dan een miljoen volgers. In juli 2021 werd RUMAG overgenomen door Just Another Media Company. Op 29 mei 2024 werd RUMAG, samen met haar moederbedrijf, failliet verklaard.

## Geschiedenis

### Opkomst
Het merk werd in oktober 2014 opgericht door Tim Degenaars en Thijs van der Heide. Daar begonnen Degenaars en van der Heide hun eigen blog onder de naam RUMAG, wat stond voor Rude Magazine. Het blog draaide om thema's die de jeugd bezighielden zoals liefde, flirten en seks. De blog had weinig succes, maar de korte citaten die uit de artikelen destilleerde wel. Humberto Tan en Danny Membre werden ook aandeelhouder van het bedrijf.

### Hackersaanval
In maart 2017 werd de website van het socialemediamerk aangevallen en gedefacet (beklad) door een Turkse hackersgroep. Op de website stond tijdelijk een Turkse tekst te lezen, waarin de houding van Europa in het diplomatieke conflict tussen Nederland en Turkije werd veroordeeld.

### Kritiek
In 2020 raakte het platform in opspraak door een incident dat begon met een uitzending van het satirische televisieprogramma "Zondag met Lubach", gepresenteerd door Arjen Lubach.
Tijdens de uitbraak van COVID-19 in 2020 startte RUMAG een actie om geld op te halen voor het Rode Kruis door T-shirts en mondkapjes te verkopen. In zijn show op 29 maart 2020 bekritiseerde Arjen Lubach RUMAG hevig, waarbij hij suggereerde dat RUMAG een deel van de opbrengst van de T-shirts voor zichzelf hield en niet het volledige bedrag doneerde aan het goede doel. Lubach merkte ook op dat veel van de teksten die RUMAG gebruikte afkomstig waren uit het Engels en zonder toestemming werden vertaald.
RUMAG verdedigde zich door te benadrukken dat de kosten voor inkoop, bedrukking en verzending hoog waren, en dat ze slechts kleine marges hanteerden om hun bedrijf draaiende te houden tijdens de crisis. Ook wees RUMAG erop dat zij al vroeg in de pandemie begonnen waren met het verkopen van mondkapjes, aanvankelijk als grap, maar later daadwerkelijk in productie genomen op verzoek van hun publiek.
Na de uitzending van "Zondag met Lubach" ontstond er een storm van kritiek op RUMAG op sociale media. Veel mensen vonden dat RUMAG misbruik maakte van de situatie. Uiteindelijk voelde RUMAG zich genoodzaakt om de actie te stoppen. Ondanks de kritiek wist RUMAG met hun acties rond COVID-19 een aanzienlijke som geld op te halen voor het Rode Kruis. Ze haalden naar eigen zeggen ongeveer €70.000 op voor het goede doel. Ook op 3 april 2020 bekendgemaakt dat Thijs van der Heide, de topman van RUMAG, zijn functie neerlegde als gevolg van de aanhoudende kritiek en negatieve publiciteit.

### Faillissement
Na het vertrek van Thijs van der Heide in 2020 begon een periode van mismanagement bij RUMAG. Het bedrijf leed aanhoudend verlies en was afhankelijk van externe financiering om operationeel te blijven. De overname door Just Another Media Company in juli 2021 bracht geen verbetering. De financiële cijfers vertoonden een voortdurende daling in omzet en oplopende verliezen. De onderneming slaagde er niet in om een duurzaam winstgevend bedrijfsmodel te ontwikkelen, wat resulteerde in toenemende financiële instabiliteit. De mismanagementperiode werd volgens het openbaar faillissementsverslag gekenmerkt door een gebrek aan strategische visie en operationele controle.

## Series
| RUMAG-presentatoren             | '16 | '17 | '18 | '19 | '20 | '21 | '22 | '23 | '24 |
| ------------------------------- | --- | --- | --- | --- | --- | --- | --- | --- | --- |
| Nienke Plas                     |     |     |     |     |     |     |     |     |     |
| René Watzema                    |     |     |     |     | X   | X   | X   | X   | X   |
| Julia Tan                       |     |     |     |     |     |     |     |     |     |
| Igmar Felicia                   |     |     |     |     |     |     |     |     |     |
| Roxanne Kwant                   |     |     |     |     |     |     |     |     |     |
| Farja 'Fawrynotsawry' Farvardin |     |     |     |     | X   | X   | X   | X   |     |
| Marijn Kuipers                  |     |     |     |     | X   | X   |     |     |     |
| Elianne Zweipfenning            |     |     |     |     | X   | X   |     |     |     |

### Social.Media.Politie
Begin 2017 startte het platform een format om het gebruik van sociale media in het verkeer aan te pakken. Het programma Social.Media.Politie gaf John van den Heuvel, Nienke Plas en René Watzema de opdracht op zoek te gaan naar smartphonemisbruikers in het verkeer. In de auto, op de fiets of lopend spreken ze verkeersdeelnemers aan op hun mobiel gebruik. De serie werd gesponsord door Ditzo.

### RUMAG Roulette
In oktober 2018 begon een nieuwe serie genaamd RUMAG Roulette. Hierin wordt elke week een bekende Nederlander onderworpen aan een interview door middel van 9 teksten op een bord. De presentatie wordt gedaan door Igmar Felicia.
| Afl. | Uitzenddatum     | Bekende Nederlander  | Kijkcijfers |
| ---- | ---------------- | -------------------- | ----------- |
| 1    | 11 oktober 2018  | Humberto Tan         | 98.000      |
| 2    | 18 oktober 2018  | Olcay Gulsen         | 114.000     |
| 3    | 25 oktober 2018  | Jesse Klaver         | 50.000      |
| 4    | 1 november 2018  | Giel de Winter       | 245.000     |
| 5    | 8 november 2018  | Peter R. de Vries    | 78.000      |
| 6    | 15 november 2018 | Fred van Leer        | 86.000      |
| 7    | 9 mei 2019       | Bizzey               | 85.000      |
| 8    | 16 mei 2019      | Loiza Lamers         | 52.000      |
| 9    | 23 mei 2019      | Andy van der Meijde  | 165.000     |
| 10   | 30 mei 2019      | Frans Bauer          | 43.000      |
| 11   | 6 juni 2019      | Thomas van der Vlugt | 99.000      |
| 12   | 13 juni 2019     | Ellie Lust           | 15.000      |

### 5 seconds
In januari 2018 kwam er een nieuwe serie online onder de naam 5 seconds waar meerdere BN'ers met elkaar de strijd aangaan. De BN'ers kregen de opdracht om binnen 5 seconden 3 antwoorden te geven op één vraag.
| Afl. | Uitzenddatum     | Presentatie  | Deelnemer 1         | Deelnemer 2          | Kijkcijfers |
| ---- | ---------------- | ------------ | ------------------- | -------------------- | ----------- |
| 1    | 6 januari 2018   | Nienke Plas  | Humberto Tan        | Peter Pannekoek      | 170.000     |
| 2    | 13 januari 2018  | Nienke Plas  | Kaj van der Voort   | Maan de Steenwinkel  | 307.000     |
| 3    | 20 januari 2018  | Nienke Plas  | Glennis Grace       | Fred van Leer        | 151.000     |
| 4    | 27 januari 2018  | Nienke Plas  | Everon Jackson Hooi | Marly van der Velden | 101.000     |
| 5    | 3 februari 2018  | Nienke Plas  | Tim Douwsma         | Kimberley Klaver     | 86.000      |
| 6    | 7 februari 2019  | René Watzema | Qucee (Supergaande) | Nesim (Supergaande)  | 209.000     |
| 7    | 14 februari 2019 | René Watzema | Defano Holwijn      | Vonneke Bonneke      | 98.000      |
| 8    | 21 februari 2019 | René Watzema | Stefan de Vries     | Sean Demmers         | 63.000      |
| 9    | 28 februari 2019 | René Watzema | Dave Roelvink       | Mr. Polska           | 91.000      |
| 10   | 7 maart 2019     | René Watzema | Tony Junior         | Nicolette Kluijver   | 51.000      |
| 11   | 14 maart 2019    | René Watzema | Olcay Gulsen        | Laura Ponticorvo     | 80.000      |

### Te Veel Info
In deze serie zet René Watzema twee familieleden tegenover elkaar. Die krijgen vervolgens de opdracht elkaar vragen te stellen die als ongemakkelijk worden ervaren. Bij het niet geven van een antwoord wordt er van de deelnemer geëist een slok drank te nemen.

## Prijzen
| Jaar | Prijs                       | Categorie                                   | Resultaat   | ref    |
| ---- | --------------------------- | ------------------------------------------- | ----------- | ------ |
| 2017 | The Best Social Awards      | Beste Entertainment Pagina                  | Gewonnen    | [ 29 ] |
| 2018 | European Excellence Awards  | Best European Viral Communications Campaign | Gewonnen    | [ 30 ] |
| 2019 | Gouden Televizier-Ring Gala | Televizier-Ster: Online-videoserie          | Genomineerd | [ 31 ] |